# Arrojadoa luetzelburgii
Arrojadoa luetzelburgii es una especie de planta suculenta perteneciente al género Arrojadoa, dentro de la familia Cactaceae. Es endémica del nordeste de Brasil (concretamente del estado brasileño de Bahía).

## Descripción

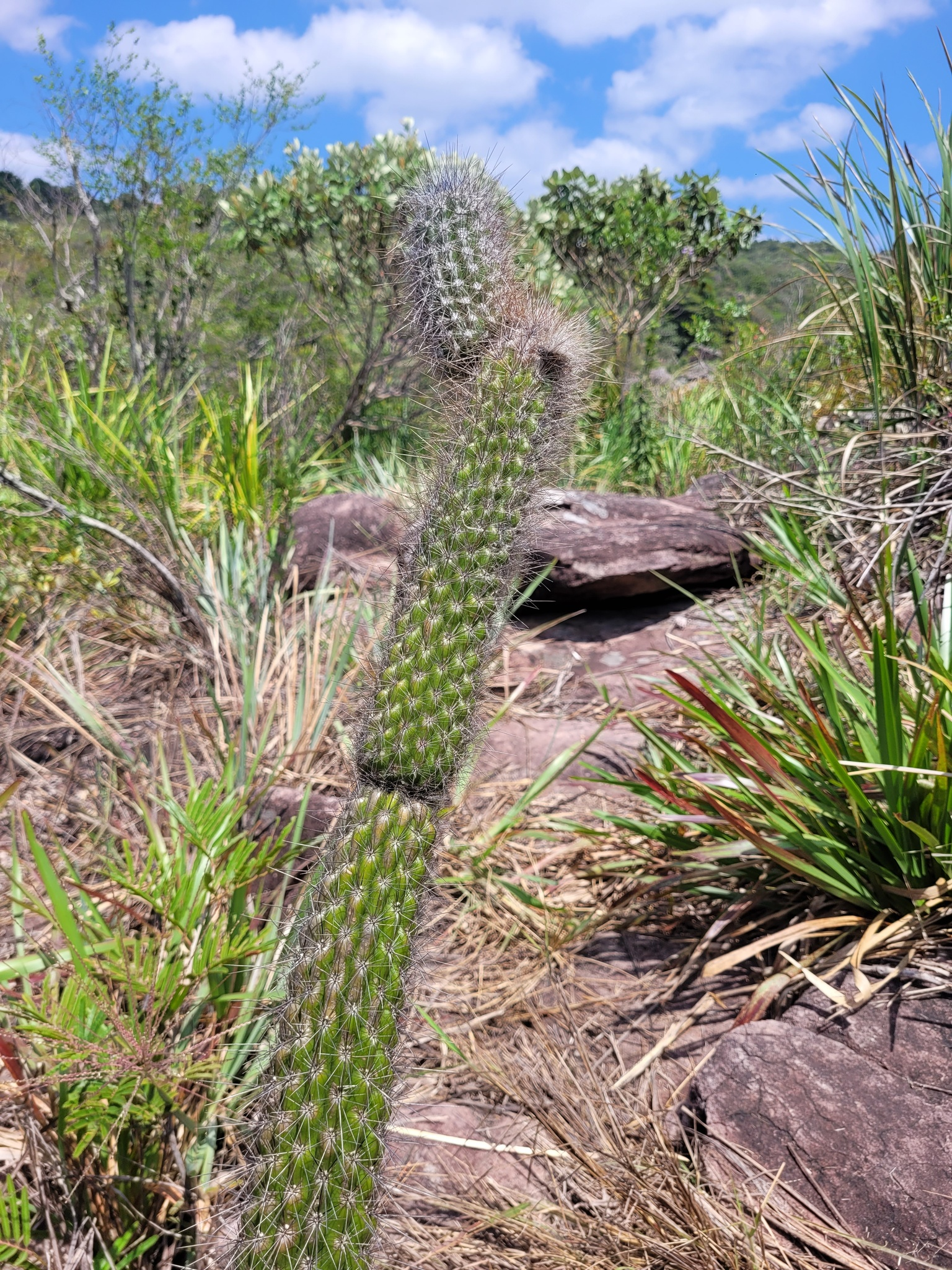
Detalle del tallo

Arrojadoa luetzelburgii es una especie de cactus que suele crecer de forma solitaria, con brotes que raramente se ramifican. Los tallos, aunque inicialmente son esféricos, con el tiempo se alargan y toman forma de botella. Tienen la epidermis de color verde oscuro y alcanzan alturas de 1 a 1,5 m, donde la parte más delgada del brote (en la punta) mide entre 60 y 80 cm de largo. 
Presentan entre 13 y 16 costillas, sobre las que se asientan areolas. Éstas poseen de 4 a 5 espinas centrales gruesas, que aunque inicialmente son amarillas, se vuelven grises con la edad y miden hasta 3 cm de largo. También tienen de 15 a 18 espinas radiales en forma de aguja, son de color amarillo a gris y miden hasta 1,5 cm de largo. 
En la parte delgada de los tallos (ápice), se sitúa el cefalio, una estructura lanosa donde se forman las flores.

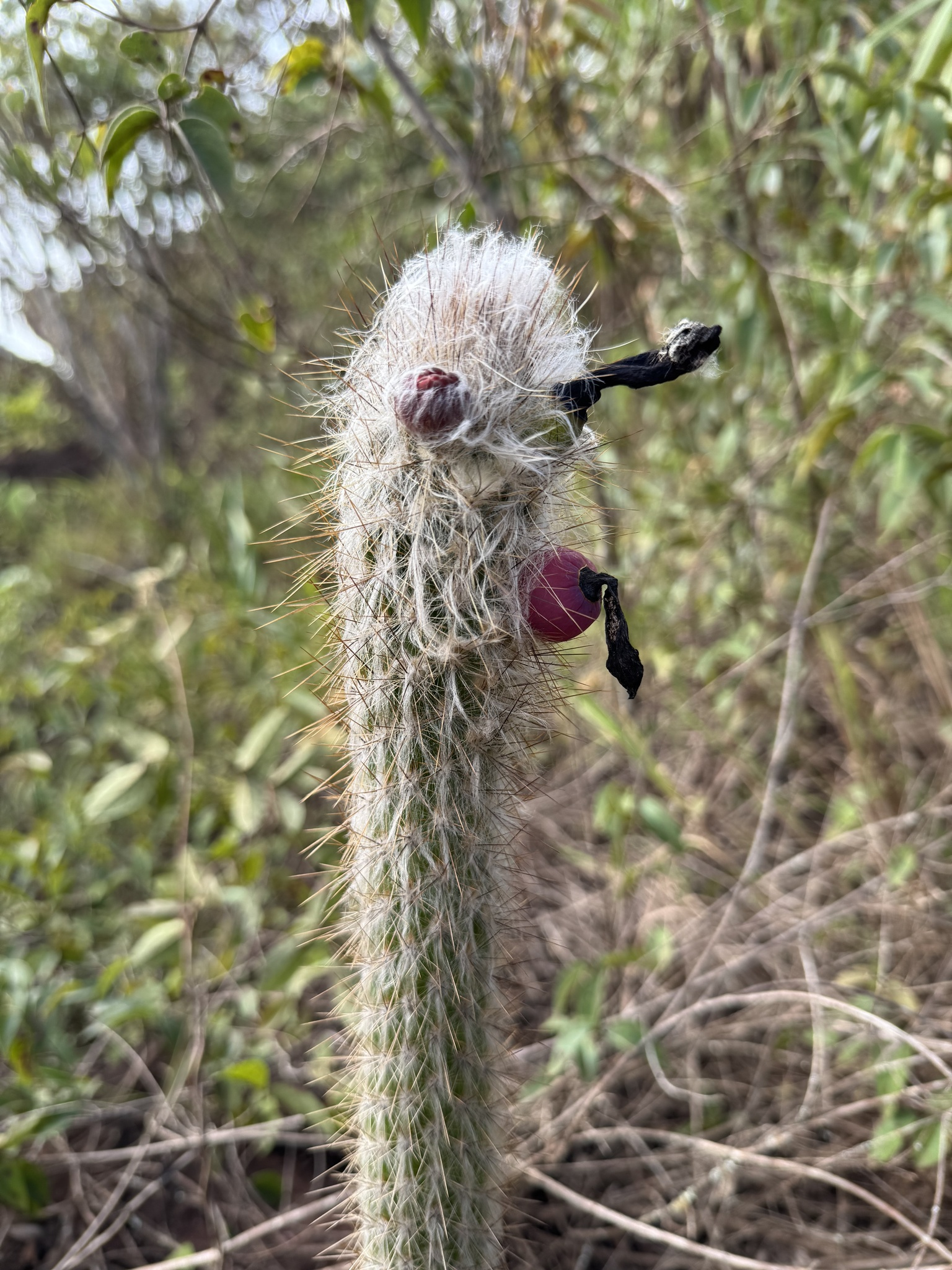
Detalle del fruto

Las flores tienen forma de campana o de embudo y suelen aparecer en grupos cerca de la punta del brote. Son de color blanco a ligeramente rosado, miden hasta 2,6 cm de largo y tienen un diámetro de 1,5 cm. Los frutos son deprimidos, y esféricos. Inicialmente son verdes, luego se vuelven azules y alcanzan diámetros de 2,5 a 3,5 cm.

## Distribución y hábitat
El área de distribución nativa de esta especie es nordeste de Brasil (concretamente del estado brasileño de Bahía) y crece principalmente en el bioma tropical estacionalmente seco.
Habita sobre rocas cristalinas, areniscas, gravas y arena,  a altitudes de 380 a 1.550 metros sobre el nivel del mar.

## Taxonomía
La primera descripción de esta especie fue como Cereus luetzelburgii, publicada en 1923 por el botánico alemán Friedrich Karl Johann Vaupel en la revista científica Zeitschrift für Sukkulentenkunde 1: 57.
Más tarde, el botánico británico Nigel Paul Taylor trasladó la especie al género Arrojadoa, por lo que pasó a llamarse Arrojadoa luetzelburgii. Registró estos cambios en la revista científica Annals of Botany. Oxford 132: 1002, publicada en 2023.

Etimología
- Arrojadoa: nombre genérico que fue otorgado en honor al brasileño Miguel Arrojado Lisboa, superintendente de los Ferrocarriles de Brasil en la época en que Britton y Rose describieron el género en 1920.
- luetzelburgii: epíteto otorgado en honor al botánico y explorador alemán Philipp von Luetzelburg.[5]

Sinonimia
- Cephalocereus luetzelburgii (Vaupel) Borg, 1937
- Cereus luetzelburgii Vaupel, 1923 (basónimo)
- Coleocephalocereus luetzelburgii (Vaupel) Buxb., 1972
- Lagenosocereus luetzelburgii (Vaupel) Doweld, 2002
- Pilocereus luetzelburgii (Vaupel) Werderm., 1933
- Pilosocereus luetzelburgii (Vaupel) Byles & G.D.Rowley, 1957
- Pseudopilocereus luetzelburgii (Vaupel) Buxb., 1968
- Stephanocereus luetzelburgii (Vaupel) N.P.Taylor & Eggli, 1991

## Estado de conservación
En la Lista Roja de Especies Amenazadas de la UICN, la especie está clasificada como “Preocupación Menor (LC)”.
No se conocen amenazas importantes para la conservación de esta especie, aunque algunas poblaciones se ven afectadas por los incendios y el pastoreo excesivo.

## Usos
Se cultiva principalmente como planta ornamental y su propagación se realiza a través de semillas o esquejes.